# Dialeuropora langsat
Dialeuropora langsat là một loài côn trùng cánh nửa trong họ Aleyrodidae, phân họ Aleyrodinae.
Dialeuropora langsat được Corbett miêu tả khoa học đầu tiên năm 1935.